# Piove (Nayt)
Piove è un singolo del rapper italiano Nayt, pubblicato il 3 ottobre 2017 dall'etichetta VNT1.

## Tracce
Testi di William Mezzanotte, musiche di Davide D'Onofrio, Giorgio Iacobelli.
1. Piove – 3:23